# Alexandr Paul
Alexandr Paul (nebo Alexander Paul) (30. října 1907, Rakovník – 1. prosince 1981, Praha) byl československý reportážní, dokumentární, a reklamní fotograf.

## Život a dílo

### Mládí
Alexandr Paul se narodil v Rakovníku v pořadí čtvrtý ze šesti dětí Karlu Paulovi a Anně, rozené Wenzelové. Otec Karel, skladník u Buštěhradské dráhy, se s rodinou přestěhoval kolem roku 1913 do Prahy. Alexandr Paul začal základní studium v obecné škole na Smíchově, v měšťanské škole pokračoval (1918-1921) a „úplně ji dochodil, dostalo se mu tedy vzdělání dle § 17 Zákona o školách obecných. Přesahuje učební cíl školy obecné a tudíž propouští se ze školy“. Snem čtrnáctiletého chlapce bylo vyučit se leteckým mechanikem, v Hlavních leteckých dílnách letiště ve Kbelích ale zjistil, že by musel být již vyučeným automechanikem, aby mohl pomýšlet na leteckou specializaci. Zklamán, odpověděl na první pracovní inzerát, ten hledal sluhu do zavedeného fotografického atelieru FotoIDEAL Zelenka v Karlíně. Fotograf Jindřich Zelenka už po měsíci navrhl Karlu Paulovi, aby se jeho syn u něho vyučil fotografem. Po složení učňovské a posléze tovaryšské zkoušky Alexandr Paul krátce pracoval ve firmě Centropress, kde se seznámil se svými budoucími společníky, vedoucím oddělení dr. Pavlem Altschulem a vedoucím fotoateliéru Františkem Illkem. S nimi v roce 1931 uskutečnil zajímavý a zdařilý experiment, vytvořili fotografickou agenturu Press Photo Service, fotografové Illek a Paul; roku 1934 se Pavel Altschul osamostatnil a vydával ilustrovaný časopis Světozor (1933-1939). Firma PPS v Jungmannově ulici č. 37 patřila ve 30. letech 20. století k nejvýznamnějším českým studiím, udávajícím do značné míry tón v užité a reklamní fotografii a ve snímcích památek. Fotografové Alexandr Paul a František Illek dokázali, že je možné tvořit “na zakázku” nekonformním prosazováním kvality snímků, vybočující z tehdejšího konfekčního střihu podobných atelierů. Alexandr Paul vedl patrně nejmodernější atelier své doby. Na počátku své kariéry pracovali v této agentuře někteří významní fotografové - Vilém Heckel, Jindřich Brok, Fred Kramer, Dagmar Hochová.

### Profesionální dráha
Alexandr Paul prosazoval směr moderní žurnalistiky v období 1930-1940 spolu s Pavlem Altschulem, Františkem Illkem, Karlem Hájkem, Václavem Jírů nebo Janem Lukasem. Byl členem film–fotoskupiny Levé fronty, tzv. Fi-Fo (vznikla 1931), která v roce 1933 uskutečnila v Praze výstavu Mezinárodní výstava sociální fotografie . Od 30. let byl členem Umělecké besedy, v uměleckém prostředí výtvarníků, atelierů, architektů, i v dalších uměleckých oborech. Díky besednímu domu byl Alexandr Paul také spojen s počátky Osvobozeného divadla. Vznikla jedinečná fotografická dokumentace všech inscenací Osvobozeného divadla Jiřího Voskovce a Jana Wericha z let 1931-1938. Beseda v meziválečném období pořádala významné výstavy, které nakonec vyvrcholily ve dvou přelomových akcích mezinárodního dosahu - Staré umění na Slovensku (1937) a monumentální výstava Umění v Čechách 17. a 18. století  spolu se slavností Pražské baroko (1938).
Předválečné výstavy měly velký úspěch a vedly k myšlence ještě víc přiblížit výtvarné umění širokému okruhu veřejnosti. Pod záštitou Umělecké Besedy, z iniciativy Karla Šourka, prof. Čeňka Chyského a Alexandra Paula vznikala od roku 1940 edice, která by prezentovala výtvarné umění fotografickou technikou. Ve firmě, právě přejmenované na Fotografové Illek a Paul se začal uskutečňovat progresivní projekt: edice Documenta Bohemiae Artis Phototypica, soubory černobílých snímků významných památek, zhotovené přímo fotografickou cestou. Jednalo se o ojedinělý komplet nejen v tvorbě Alexandra Paula, ale v celé československé fotografii; začaly být systematicky mapovány kulturní a umělecké poklady Čech. Vznikly konvoluty Gotická plastika XIV. století v dómě sv. Víta v Praze (I. Přemyslovské náhrobky a poprsí svatých patronů českých, budovatelů a stavitelů chrámů), soubor 117 fotografií, tři soubory iluminovaných středověkých rukopisů kláštera v Rajhradě ze 14. století, současně také kolekce Denáry ze sbírek Národního muzea. Dále např. Boskovická bible, Doksany u Roudnice – románská krypta kostela Narození Panny Marie, Předklášteří u Tišnova, Kostel Matky Boží před Týnem, Emauzský klášter, různé lokality včetně Prahy. Nejrozsáhlejší komplet měl být věnován hradu Karlštejn, 300 až 400 snímků, s důrazem na Mistra Theodorika v kapli sv. Kříže. Zpracování probíhalo mezi léty 1944 až 1945, poválečné události však neumožnily dokončení díla. Rok 1948 ukončil činnost firmy Illek a Paul a tím i edici Documenta Bohemiae Artis Phototypica. Zakázka na podobné mapování památek Anglie již nemohla být realizována. Během činnosti edice byly vyexpedovány desítky tisíc fotografií v konvolutech i samostatně, k dnešnímu dni se dochovalo několik set originálů samostatných fotografií. Fotografové František Illek a Alexandr Paul se stali zakládajícími členy Svazu výtvarného umění, takže mohli dál v atelieru pracovat jako fotografové – výtvarníci.
Alexandr Paul pobýval se svou rodinou od konce třicátých let také v Čimelicích. K nim se vztahuje konvolut svitků fotografií, nalezených při vystěhování z paláce Adria, na nichž jedinečným způsobem zdokumentoval konec války – setkání německých, ruských a amerických vojsk. Na světové výstavě Expo 58 v Bruselu získal Alexandr Paul Diplome d'honneur a medaili za soubor velkoplošných barevných fotografií československých památek (3x1m). Ve 2. polovině 20. století se Alexandr Paul podílel svými černobílými i barevnými snímky uměleckohistorických památek, představujícími jeho poválečnou tvorbu, na řadě publikací o českém výtvarném umění. Spolupracoval například s historiky umění Viktorem Kotrbou, Josefem Krásou, Dobroslavou Menclovou, Jaromírem Neumannem, Emanuelem Poche a dalšími.
Roku 1956 si po vzájemné dohodě rozdělili s Františkem Illkem atelier a archiv; Alexandr Paul si z archivu ponechal negativy architektury, užitého a lidového umění, rovněž negativy prací svých přátel, kteří přicházeli do paláce Adria. V atelieru již postupně pracovala jeho manželka, Růžena Paulová, jako retušérka, synové, fotografové Petr, Pavel, Prokop a Alexander Paul mladší. Poslední výstavou v jeho životě byla výstava Umění doby posledních Přemyslovců, kterou připravil se svým synem Prokopem. V den otevření výstavy, 1. prosince 1981, zemřel.

## Místo v české kultuře
Přátelé Alexandra Paula se převážně rekrutovali z okruhu členů Umělecké besedy. Na dobových fotografiích z proslulých maškarních bálů, z večírků a besed poznáváme Emila Fillu, Adolfa Hoffmeistera, Zdeňka Seydla, Toyen, Václava Rabase, Jana Baucha, Karla Pokorného, režiséra Jiřího Lehovce, Jana Wericha, redaktora Karla Šourka. S těmito umělci jej spojovaly jak pracovní příležitosti, návštěvy v atelieru v paláci Adria, tak i odpočinkové chvíle na výletech, nebo také na automobilových závodech. Snímky ze závodů 1000 mil československých, z Masarykova okruhu, závodu Zbraslav – Jíloviště a dalších, představují další profesní zájem brilantního reportážního fotografa.
Mezinárodního věhlasu dosáhl mj. svým souborem fotografií barokní architektury. Fotografie velké výstavy Český barok z roku 1969 (100 fotografií, Staroměstská radnice v Praze) byly v roce 2011 zachráněny a restaurovány jeho synem, Prokopem Paulem, který uspořádal z tohoto souboru v roce 2012 výstavu fotografií v Topičově salonu v Praze pod názvem Alexandr Paul – fotograf. V roce 2013 tvořil tento reprezentativní celek část retrospektivní výstavy Alexandr Paul – Legenda české fotografie, představené v Muzeu fotografie a moderních obrazových médií v Jindřichově Hradci.
Fotoarchiv a ateliér převzali Alexandrovi synové a dědici.

### Výstavy
- 1933 Mezinárodní výstava sociální fotografie, Skupina Fi-Fo, Praha
- 1937 Fotografie odborníků, Mánes, Praha
- 1937 Staré umění na Slovensku, Umělecká beseda, Praha
- 1938 Umění v Čechách 17. a 18. století, Umělecká beseda, Praha
- 1939 Sto let české fotografie, Uměleckoprůmyslové museum, Praha
- 1957 L'art ancien et Tchécoslovaquie, Paříž
- 1957 České barokní umění, Mexiko
- 1958 Světová výstava v Bruselu
- 1967 Světová výstava v Montrealu
- 1969 Český barok ve fotografii Alexandra Paula, Staroměstská radnice, Praha
- 1976 Barokní architektura, křížová chodba Staroměstské radnice, Praha
- 1981 Umění doby posledních Přemyslovců, Středočeské muzeum v Roztokách
- 2005 Osvobozené divadlo ve fotografiích Alexandra Paula, Akademie věd ČR,Praha
- 2005 Česká fotografie 20. století / Czech photography of the 20th century, Praha
- 2008 Bruselský sen - československá účast na světové výstavě Expo 58 v Bruselu a životní styl 1. poloviny 60. let, Brusel, GHMM Městská knihovna v Praze, Moravská galerie v Brně
- 2012 Alexandr Paul - fotograf, Topičův salon, Praha
- 2013 Alexandr Paul – legenda české fotografie, Muzeum fotografie a moderních obrazových médií, Jindřichův Hradec

### Publikace
- Šourek, Karel, Umění na Slovensku, Melantrich (1938), 1326 reprodukcí
- Folk art in Pictures, Artia (1953), 300 reprodukcí
- Slovenské lidové umění, Tatran (1954), 1000 reprodukcí
- Mencl, Václav, Poche, Emanuel, Vzpomínky na Prahu, Orbis (1954)
- Malerei auf volksmajolika, Artia (1956)
- Architektura na Slovensku, Tatran (1956)
- Folk Painting on Glass, Artia (1958)
- Klasicistní architektura na Slovensku, Tatran (1958)
- Santar, Jindřich, Světová výstava v Bruselu – EXPO 58 (1958)
- Dvořáková, Vlasta, Menclová, Dobroslava, Karlštejn, SNKLU (1965), 224 reprodukcí
- Homo Faber, Akademia (1967), 262 reprodukcí
- Dvořáková, Vlasta, Mistr Theodorik, Odeon (1967), 37 reprodukcí
- Berger Vlastimil a kol., Petr Brandl 1668 - 1735, (1968), katalog, 203 reprodukcí
- Černý, František a kol., Dějiny českého divadla, 4 díly, Academia (1968)
- Gothic Art, Artia (1974)
- Kotrba, Viktor, Česká barokní gotika, Akademia (1976), 80 reprodukcí
- Dekan, Ján, Velká Morava, Tatran (1976)
- Pludek, Alexej, Český král Karel, Panorama (1978)
- Prag, (1978), 250 reprodukcí
- Stejskal, Karel a kol., Středověká nástěnná malba na Slovensku, Odeon – Tatran (1978)
- Dekan, Ján, Velká Morava, Tatran (1980), cizojazyčné
- Pelc, Jaromír, Meziválečná avantgarda a Osvobozené divadlo, Ústav pro kulturně výchovnou činnost, Praha (1981)
- Pelc, Jaromír, Zpráva o Osvobozeném divadle, Práce, Praha (1982)
- Janáček, Josef, kol., Umění doby posledních Přemyslovců, Středočeské muzeum v Roztokách (1982)
- Skýbová, Anna, České královské korunovační klenoty, Panorama (1982)
- Benešová, Marie, Česká architektura v proměnách dvou století 1780 - 1980, SPN (1984)
- Pelc, Jaromír, Osvobozené divadlo, Mladá fronta, Praha (1990)
- Kramerová, Daniela, Skálová, Vanda a kol, Bruselský sen - československá účast na světové výstavě Expo 58 v Bruselu a životní styl 1. poloviny 60. let, Arbor Vitae, (2008)
- Kramerová, Daniela, cizojazyčný průvodce výstavou Bruselský sen - československá účast na světové výstavě Expo 58 v Bruselu a životní styl 1. poloviny 60. let, Arbor Vitae (2008)